# Едмунд Ратц
Едмунд Рац (нар. 4 квітня 1933, Цайтлофс, Баварія - † 31 серпня 2017, Ансбах, Баварія) - німецький лютеранський богослов, багаторічний єпископ Євангелічно-Лютеранської Церкви Європейської частини Росії (ЄЛЦЄР) та архієпископ Євангелічно-Лютеранської Церкви Росії, України, Казахстану і Середньої Азії (СЄЛЦ).

## Життєпис
Едмунд Рац виріс у Нойендеттельзау і вивчав богослов'я з 1955 року в університетах Ерлангена, Гейдельберга, Геттінгена та у  Вищій школі Августини в Нойендеттельзау. З 1959 по 1960 рр. був стипендіатом Всесвітньої Ради Церков в Оберлінському коледжі (США). У 1960 році здобув ступінь магістра богослов'я.
У 1965-1969 роках прислужував у Бристолі як іноземний пастор. З 1969 по 1974 рр. був виконавчим директором Лютеранської Ради Великої Британії та Євангелічного Синоду німецької мови у Великій Британії в Лондоні. З 1974 по 1977 рр. був Президентом Лютеранської ради Великої Британії в Лондоні.
У 1977 році Рац повернувся до Німеччини й став екуменічним радником Євангелічно-Лютеранської Церкви Баварії, обійнявши посаду церковного радника в Регіональному церковному управлінні в Мюнхені. Після чотирьох років служби перейшов до Німецького національного комітету Всесвітньої лютеранської федерації в Штутгарті.
У 1999 році Едмунд Рац був обраний єпископом Німецької Євангелічно-Лютеранської Церкви України (НЄЛЦУ). З 2005 по 2009 рік був — як наступник Георга Кречмара — архієпископом Євангелічно-Лютеранської Церкви Росії, України, Казахстану та Середньої Азії (СЄЛЦ) у Санкт-Петербурзі. У вересні 2007 року Рац додатково обійняв посаду єпископа Євангелічно-Лютеранської Церкви Європейської частини Росії(ЄЛЦЄР). 30 травня 2010 року був звільнений з усіх своїх посад у Санкт-Петербурзі.

## Публікації
- The Lutheran Council of Great Britain. 1973.
- Lutherischer Dienst. Jg. 46, Heft 4, 2010, ISSN 2196-5978.
- Der lutherisch-orthodoxe Dialog: aktuelle Standpunkte. (Hrsg.) Martin-Luther-Verlag, Erlangen 2008, ISBN 978-3-87513-154-3.